# Ильина, Зинаида Макаровна
Зинаида Макаровна Ильина (бел. Зінаіда Макараўна Ільіна; 1937—2014) — советский и белорусский учёный в области экономики и управления агропромышленного комплекса, доктор экономических наук (1999), профессор (2000), член-корреспондент Академии наук Белоруссии (2004).

## Биография
Родилась 28 августа 1937 года в деревне Заречье, Оршанского района, Витебской области, Белорусской ССР.
С 1954 по 1959 год обучалась в Белорусской сельскохозяйственной академии. С 1965 по 1967 год обучалась в Высшей партийной школе при ЦК КПСС. С 1972 по 1974 год обучалась в аспирантуре НИИ экономики и организации сельского хозяйства АН Белорусской ССР.
С 1959 по 1960 год на хозяйственной работе в Лиозненском районе в качестве старшего экономиста. С 1960 по 1965 год на комсомольской работе в качестве секретаря и первого секретаря Лиозненского райкома ВЛКСМ и секретаря Витебского областного комитета ВЛКСМ. С 1967 по 1972 год на партийной работе в качестве секретаря и второго секретаря Толочинского районного комитета Коммунистической партии Белоруссии.
С 1973 года на научно-исследовательской работе в НИИ экономики и организации сельского хозяйства АН Белорусской ССР (с 1991 года — Академии наук Белоруссии) в качестве младшего, с 1976 года — старшего научного сотрудника, с 1980 по 1990 год — заведующая сектором специализации и размещения, с 1991 по 2006 год — заведующая сектором целевых программ и прогнозирования, одновременно с 1993 года — заведующая отделом программ и рынка, с 2006 по 2014 год — заведующая отделом рынка и сектора продовольственной безопасности, занималась исследованиями проблем продовольственной безопасности в сфере интеграционных структур ЕврАзЭС и СНГ. Одновременно с научной занималась и педагогической работой в Белорусском государственном аграрном техническом университете в качестве профессора кафедры экономики аграрного комплекса. 

### Научно-педагогическая деятельность и вклад в науку
Основная научно-педагогическая деятельность З. М. Ильиной была связана с вопросами в области экономики и управления агропромышленного комплекса, занималась исследованиями в области совершенствования внешнеэкономических отношений в аграрной сфере, инновационного развития, устойчивости развития сельской территории, методологии и теории национальной продовольственной безопасности, принципов и закономерностей формирования аграрной политики и рыночных отношений.
В 1974 году защитила кандидатскую диссертацию по теме: «Экономическое обоснование структуры посевных площадей в льноводческих колхозах Витебской области», в 1999 году защитила докторскую диссертацию на соискание учёной степени доктор экономических наук. В 2000 году ей было присвоено учёное звание профессор. В 2004 году она был избрана член-корреспондентом Академии наук Белоруссии. З. М. Ильиной было написано более двухсот восьмидесяти научных работ в том числе тридцати двух монографий. В 2007 году за цикл работ «Продовольственная безопасность: теория, методология, практика» была удостоена Премии НАН Белоруссии.

## Основные труды
- Экономическое обоснование структуры посевных площадей в льноводческих колхозах Витебской области. - Минск, 1974. - 172 с
- Использование мелиорированных земель Полесья / З. М. Ильина, П. Г. Чухольский, О. М. Трифонова. - Минск : Ураджай, 1988. - 76 с. ISBN 5-7860-0008-7
- Научные основы импортозамещения : на примере импортозамещения продукции АПК / З. М. Ильина и др. - Минск : БГЭУ, 1999. - 167 с.  ISBN 985-426-148-4
- Продовольственная безопасность : теория, методология, практика / З. М. Ильина  ; Гос. науч. учреждение " Институт экономики НАН Беларуси", Центр аграрной экономики. - Минск : ГНУ "Институт экономики НАН Беларуси", 2007. - 229 с.  ISBN 978-985-6841-28-9
- Система продовольственной безопасности: закономерности формирования и факторы развития / Ильина З. М. и др.; Гос. науч. учреждение "Институт экономики НАН Беларуси", Центр аграрной экономики. - Минск : Институт экономики НАН Беларуси, 2007. - 111 с. ISBN 978-985-6841-15-9
- Производство биотоплива: опыт, проблемы, перспективы / З. М. Ильина и др.; Гос. науч. учреждение "Ин-т экономики НАН Беларуси", Центр аграр. экономики. - Минск : Ин-т экономики НАН Беларуси, 2008. - 71 с. ISBN 978-985-6841-35-7
- Угрозы продовольственной безопасности: оценка и упреждение : методические предложения / З. М. Ильина и др.; Гос. науч. учреждение "Институт экономики НАН Беларуси", Центр аграрной экономики. - Минск : Ин-т экономики НАН Беларуси, 2008. - 79 с. ISBN 978-985-6841-36-4[5]

## Награды
- Медаль Франциска Скорины (2004)[6]
- Медаль «За трудовую доблесть»
- Медаль «В ознаменование 100-летия со дня рождения Владимира Ильича Ленина»
- серебряная медаль ВДНХ
- Почётная грамота Президиума Верховного Совета БССР
- Премия НАН Белоруссии (2007 — за цикл работ «Продовольственная безопасность: теория, методология, практика»)[1][3].